# Ramon Casamada i Faus
Ramon Casamada Faus (Montcada i Reixac, 18 de desembre de 1923 - juliol 2012) va ser un agricultor de Castellar del Vallès, president i impulsor de la Federació d'Associacions de Defensa Forestal del Vallès i, junt amb Pere Oller, de l'Equip de Prevenció i Extinció d'Incendis Forestals (l'any 1962), va formar part de l'embrió de l'entitat Servei a la Natura SERNA. Implicat amb el seu municipi, va ser, també, cofundador de les Colònies Parroquials de Castellar, membre actiu del sindicat Unió de Pagesos, promotor de l'escola d'estiu vallesana i de la Mostra d'Oficis artesans de Castellar.
Junt amb diversos agricultors de la Cooperativa Agrària de Sabadell i Comarca, Casamada va impulsar l'any 2003 la creació de l'agrupació de Productors de Mongeta del Ganxet Vallès-Maresme i, més tard, el Consell Regulador de la Denominació d'Origen Protegida Mongeta del Ganxet Vallès-Maresme.

## Biografia
El fill més petit (de deu germans) d'Ignasi Casamada Maurí, metge nascut a Terrassa el 1878, i de Rosa Faus Prat, nascuda el 1882. El 21 de febrer de 1952 es va casar amb Paquita Humet, amb qui va tenir 8 fills.
Vinculat amb l'explotació ramadera i agrària familiar anomenada Can Casamada des dels 16 anys. L'explotació agrícola conrea 35 hectàrees en l'entorn de Castellar del Vallès on es crien porcs, vedells, cereals i farratge i es cultiva la mongeta del ganxet. Aquest conreu va créixer des de l'any 1989 fins a convertir-se en el gruix de l'activitat familiar.
Juntament amb diversos productors de la Cooperativa Agrària de Sabadell i Comarca, la masia de Can Casamada va impulsar a finals de 2003 la creació de l'Agrupació de Productors de Mongeta del Ganxet i, posteriorment, el Consell Regulador de la DOP Mongeta del Ganxet.
La masia de Can Casamada ha estat pionera a Catalunya en el conreu de la Mongeta del Ganxet plantada en xarxa i en la mecanització de tot el procés. Així, Gercasa, societat de l'explotació familiar can Casamada, va inventar un sistema mecànic que aconsegueix separar el fruit de la mongeta del Ganxet de la beina sense trencar-lo, garantint la seguretat, la comoditat i el màxim rendiment.

## Reconeixements
- Premi al valor republicà, Secció ERC de Castellar del Vallès (rebuda el 14 d'abril de 2012)
- Medalla de la Vila de Castellar del Vallès (a títol pòstum, rebuda el 6 de setembre de 2012)
- Premi d'Honor Joaquim M. de Castellarnau de prevenció d'incendis forestals de la Diputació de Barcelona (2009)[1]
- Medalla del Departament d'Agricultura, Ramaderia i Pesca de la Generalitat de Catalunya
- Medalla President Macià de la Generalitat de Catalunya (1998)[2]